# Brkoslav
Brkoslav (Bombycilla) je rod zpěvných ptáků. Podle většinového názoru jde o jediný rod čeledi brkoslavovití (Bombycillidae).

## Popis
Brkoslavi mají jemné měkké peří (vědecké rodové jméno Bombycilla je Vieillotovým pokusem o latinský překlad německého názvu Seidenschwänze = "hedvábný ocas"). Mají unikátní červené špičky některých křídelních per, u nichž osten přesahuje prapor; u brkoslava severního (Bombycilla garrulus) a brkoslava amerického (Bombycilla cedrorum) vypadají tyto špičky jako voskové, podle čehož získali své anglické jméno (waxwing). Nohy jsou krátké a silné, křídla zašpičatělá. Samci a samice se od sebe neliší. Všechny tři druhy mají převážně hnědé opeření, černou masku, táhnoucí se přes oko, černou skvrnu na bradě, hranatý ocas s červeným nebo žlutým konečkem a špičatou chocholku. Zobák, oko a nohy jsou tmavé. Volání je jednoslabičné, vysoce posazené, drnčivé nebo zvonivé.

## Potrava
Brkoslavi jsou stromoví ptáci severských lesů. Jejich hlavní potravou jsou plody, kterými se živí od časného léta (jahody, plody moruše a muchovníku) přes pozdní léto a podzim (maliny, ostružiny, třešně a plody zimolezu) do pozdního podzimu a zimy (plody jalovce, hrozny, šípky, jablka, jeřabiny, plody skalníku, dřínu, jmelí). Plody trhají přímo na stromech a keřích, příležitostně i za letu jako kolibříci. Na jaře nahrazují plody v potravě mízou, poupaty a květy. V teplejších obdobích roku sbírají řadu druhů hmyzu z listí, ze země nebo je chytají v letu; často hnízdí v blízkosti vody, kde je létající hmyz početný.

## Rozmnožování
Brkoslavi si často volí hnízdiště v místech s bohatou nabídkou plodů a hnízdí v pozdější části roku, aby využili období zrání ovoce. Namlouvání však může začít probíhat již v zimě. Součástí vytváření párů je rituál, při němž si partneři předávají několikrát kus ovoce nebo i nejedlé předměty (ovoce jeden z partnerů nakonec sní). Po tomto rituálu může následovat páření. Protože v oblasti s bohatými zdroji potravy může hnízdit mnoho ptáků, brkoslavi nejsou teritoriální - což je možná důvod, proč u nich neexistuje pravý zpěv. Nicméně ptáci mohou napadat vetřelce, čímž pravděpodobně chrání partnera. Oba partneři nosí hnízdní materiál, hnízdo staví z větší části samice, obvykle na vodorovné větvi nebo v rozvětvení daleko od kmene, a to v různé výšce nad zemí. Hnízdo je velké, z řídce propletených větviček, trávy a lišejníků; samice jej vystýlá trávou, mechem a jehlicemi borovic, může jej maskovat kousky trávy, květů, mechů a lišejníků. Na vejcích sedí samice, kterou samec krmí, po vylíhnutí mláďat se v krmení střídají oba rodiče.

## Tah
Brkoslavi nejsou praví tažní ptáci, v mimohnízdní sezóně se však potulují mimo hnízdiště a v zimě přesunují se na jih od svého hnízdního areálu. V letech, kdy je nedostatek plodů, mohou zalétnout velké počty ptáků daleko od svého areálu, často v hejnech čítajících až několik tisíc ptáků.

## Taxonomie
Někteří autoři řadí do čeledi brkoslavovitých další druhy ptáků, jako např. palmovníky (Ptilogonatidae), hedvábníky (Hypocoliidae) nebo brkoslavce (Dulidae). Současné molekulární analýzy jejich příbuznost potvrdily, když identifikovaly klad zahrnující tyto skupiny a pištce žlutobokého (Hylocitrea bonensis).

## Druhy
Do čeledi patří tři druhy brkoslavů:
- Bombycilla garrulus, brkoslav severní
- B. cedrorum, brkoslav americký
- B. japonica, brkoslav japonský

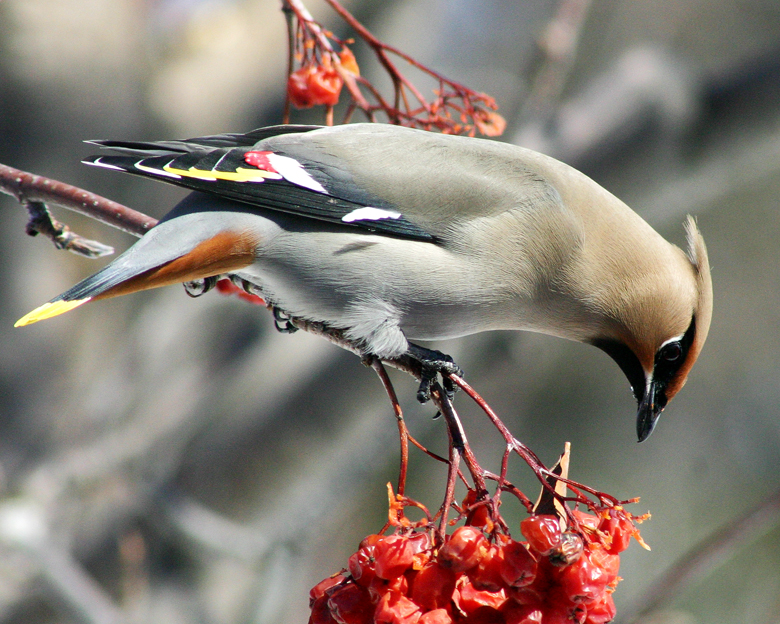
Brkoslav severní (Bombycilla garrulus)
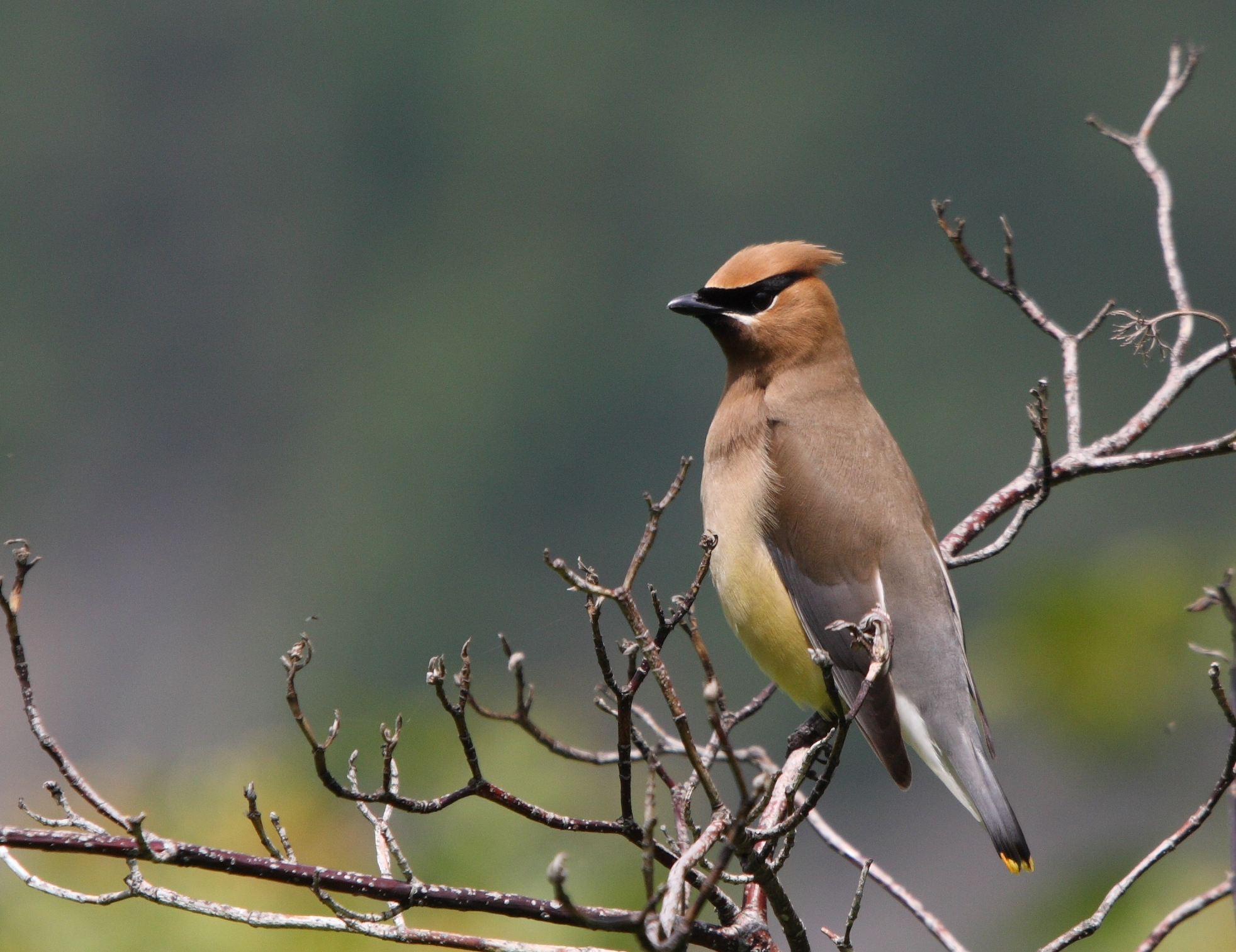
Brkoslav americký (Bombycilla cedrorum)
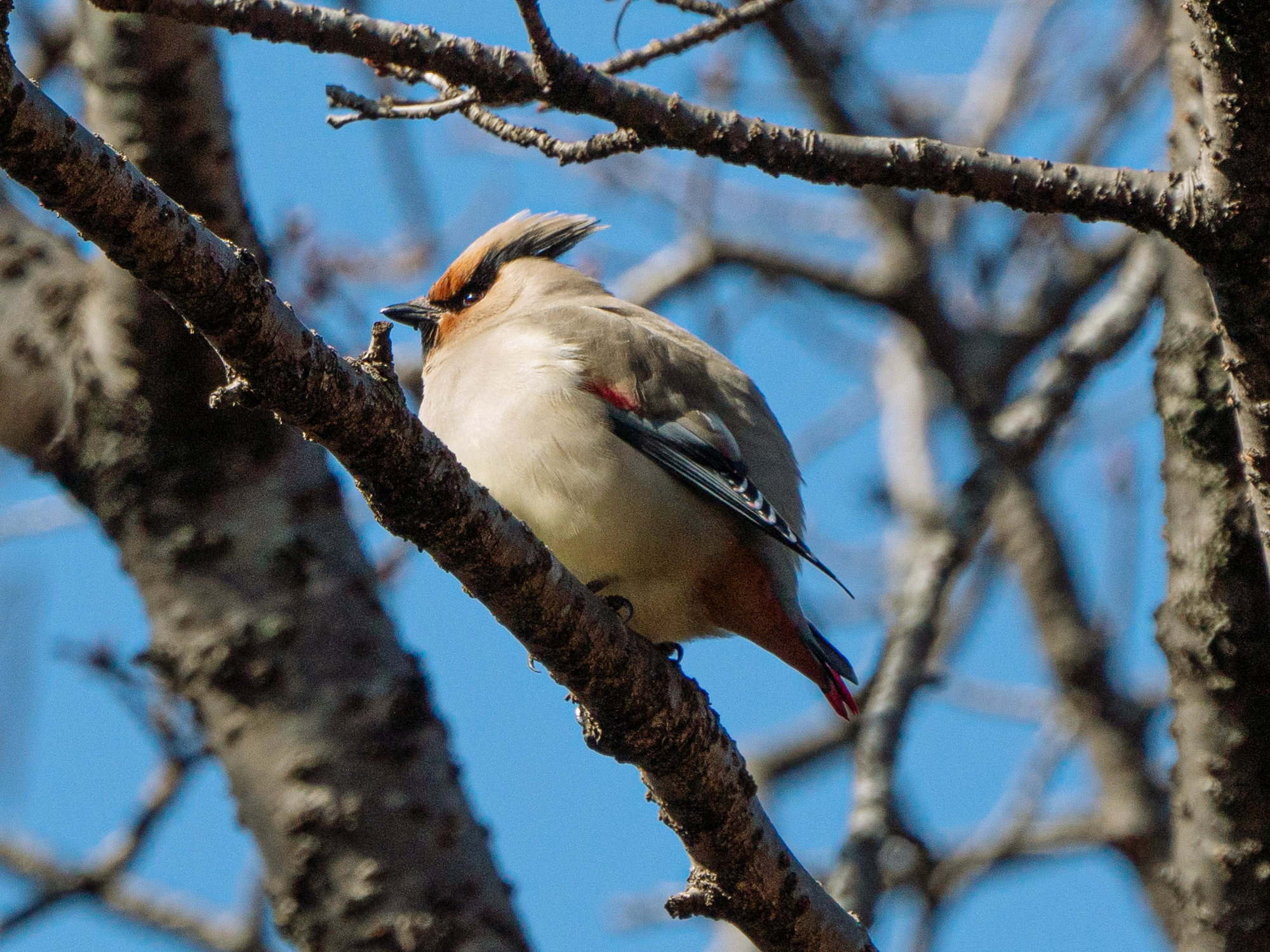
Brkoslav japonský (Bombycilla japonica)